# Hosoedro

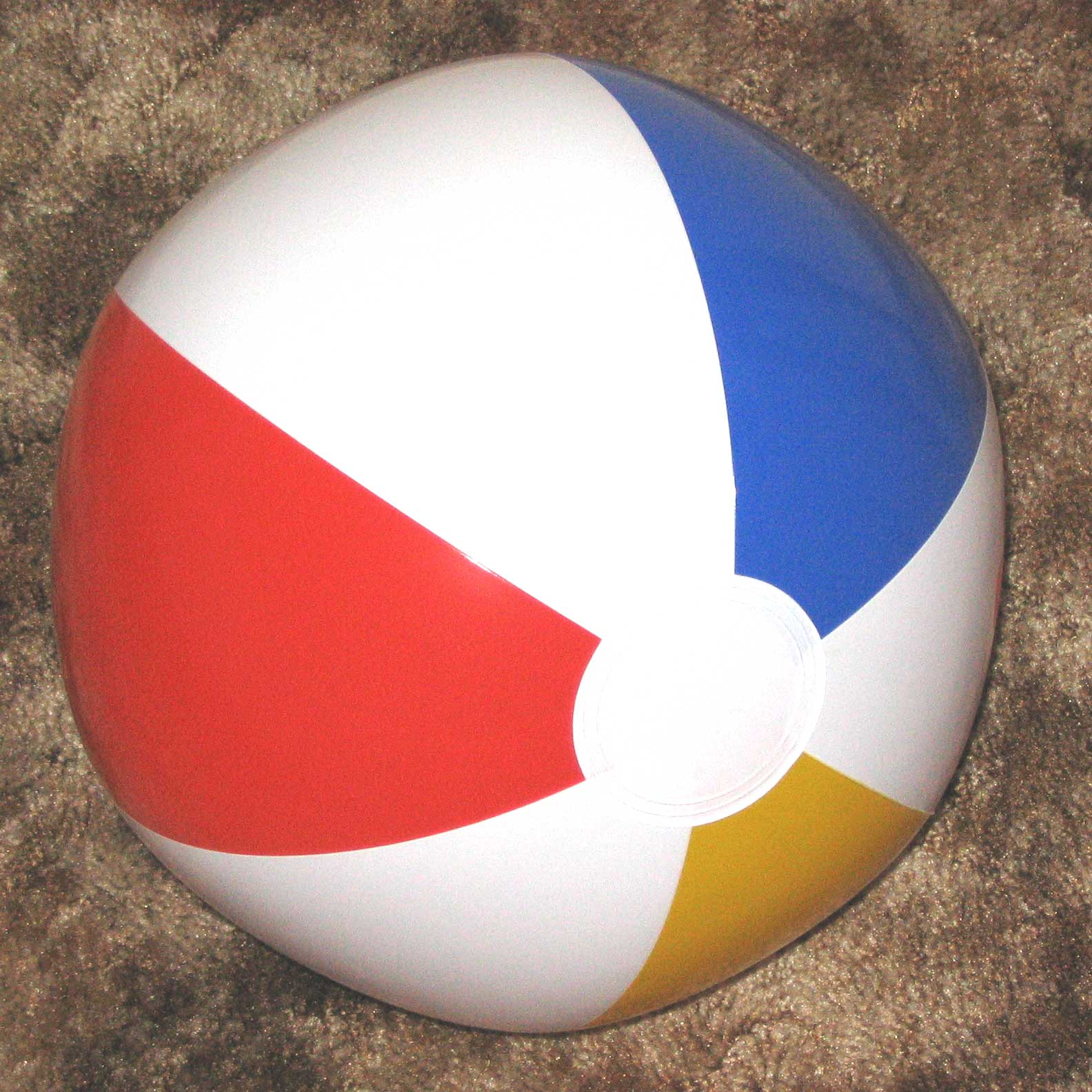
Este balón de playa puede considerarse un hosoedro con 6 caras en forma de lunas esféricas, si se quitaran las 2 tapas blancas de los extremos

En geometría esférica, un hosoedro n-gonal es un teselado de una superficie esférica mediante lunas, de modo que cada luna comparte los mismos dos vértices polarmente opuestos.
Un hosoedro n-gonal regular tiene símbolo de Schläfli {2, n}, y cada luna esférica tiene un ángulo interior de 2Πn radianes (en grados sexagesimales, 360n).

## Hosohedros como poliedros regulares
Para un poliedro regular cuyo símbolo de Schläfli es {m, n}, el número de caras poligonales es:
{\displaystyle N_{2}={\frac {4n}{2m+2n-mn}}.}
Los sólidos platónicos conocidos en la antigüedad son las únicas soluciones enteras para m ≥ 3 y n ≥ 3. La restricción m ≥ 3 impone que las caras poligonales deben tener al menos tres lados.
Al considerar los poliedros como teselados esféricos, esta restricción se puede relajar, ya que los dígonos (2-gonos) se pueden representar como lunas esféricas que tienen áreas distintas de cero.
Permitir que m = 2 hace que
{\displaystyle N_{2}={\frac {4n}{2\times 2+2n-2n}}=n,}
y admite una nueva clase infinita de poliedros regulares, que son los hosoedros. En una superficie esférica, el poliedro {2, n} se representa como n lunas contiguas, con ángulos interiores de 2Πn. Todas estas lunas esféricas comparten dos vértices comunes.
| Un hosoedro trigonal regular, {2,3}, representado como un mosaico de 3 lunas esféricas sobre una esfera. | Un hosoedro tetragonal regular, {2,4}, representado como un mosaico de 4 lunas esféricas sobre una esfera. |

| Espacio                    | Esférico             | Esférico          | Esférico                        | Esférico                        | Esférico             | Esférico           | Esférico            | Esférico           | Esférico           | Esférico           | Esférico              | Esférico             | Esférico | Euclídeo             |
| -------------------------- | -------------------- | ----------------- | ------------------------------- | ------------------------------- | -------------------- | ------------------ | ------------------- | ------------------ | ------------------ | ------------------ | --------------------- | -------------------- | -------- | -------------------- |
| Nombre del teselado        | (Monogonal) Monógono | Hosohedro digonal | (Triangular) Hosohedro trigonal | (Tetragonal) Hosohedro cuadrado | Hosohedro pentagonal | Hosoedro hexagonal | Hosoedro heptagonal | Hosoedro octogonal | Hosoedro eneagonal | Hosoedro decagonal | Hosoedro hendecagonal | Hosoedro dodecagonal | ...      | Hosoedro apeirogonal |
| Imagen del teselado        |                      |                   |                                 |                                 |                      |                    |                     |                    |                    |                    |                       |                      | ...      |                      |
| Símbolo de Schläfli        | {2,1}                | {2,2}             | {2,3}                           | {2,4}                           | {2,5}                | {2,6}              | {2,7}               | {2,8}              | {2,9}              | {2,10}             | {2,11}                | {2,12}               | ...      | {2,∞}                |
| Diagrama de Coxeter-Dynkin |                      |                   |                                 |                                 |                      |                    |                     |                    |                    |                    |                       |                      | ...      |                      |
| Caras y aristas            | 1                    | 2                 | 3                               | 4                               | 5                    | 6                  | 7                   | 8                  | 9                  | 10                 | 11                    | 12                   | ...      | ∞                    |
| Vértices                   | 2                    | 2                 | 2                               | 2                               | 2                    | 2                  | 2                   | 2                  | 2                  | 2                  | 2                     | 2                    | ...      | 2                    |
| Configuración de vértices  | 2                    | 2.2               | 23                              | 24                              | 25                   | 26                 | 27                  | 28                 | 29                 | 210                | 211                   | 212                  | ...      | 2∞                   |

## Simetría caleidoscópica
Las caras 2n digonales en forma de lunas esféricas de un hosoedro 2n, {2,2n}, representan los dominios fundamentales de la simetría diedral en tres dimensiones: la simetría cíclica Cnv, [n], (* nn), orden 2n. Los dominios de reflexión se pueden mostrar mediante lunas de colores alternativos como imágenes en un espejo.
Bisecar cada luna en dos triángulos esféricos crea una bipirámide n-gonal, que representa el grupo diedral Dnh, orden 4n.
| Simetría (orden 2n) | Cnv, [n]                                       | C1v, [ ] | C2v, [2] | C3v, [3] | C4v, [4] | C5v, [5] | C6v, [6] |
| 2n-gonal hosoedro   | Símbolo deSchläfli {2,2n}                      | {2,2}    | {2,4}    | {2,6}    | {2,8}    | {2,10}   | {2,12}   |
| ------------------- | ---------------------------------------------- | -------- | -------- | -------- | -------- | -------- | -------- |
| Imagen              | Dominios fundamentales en colores alternativos |          |          |          |          |          |          |

## Relación con el sólido de Steinmetz
El hosoedro tetragonal es topológicamente equivalente al sólido de Steinmetz bicilíndrico, la intersección de dos cilindros en ángulos rectos.

## Poliedros derivados
El dual del hosoedro n-gonal {2, n} es el diedro n-gonal, {n, 2}. El poliedro {2,2} es auto-dual, y es a la vez hosoedro y diedro.
Un hosoedro se puede modificar de la misma manera que los otros poliedros para producir una variación truncada. El hosoedro n-gonal truncado es un prisma n-gonal.

## Hosoedro apeirogonal
En el límite, el hosoedro se convierte en un hosoedro apeirogonal como una teselación bidimensional:

## Hosotopos
Los análogos de multidimensionales en general se denominan hosotopos. Un hosotopo normal con símbolo de Schläfli {2, p, ..., q} tiene dos vértices, cada uno con una figura de vértice {p, ..., q}.
El hosotopo bidimensional, {2}, es un dígono.

## Etimología
El término “hosoedro” parece derivar del griego ὅσος ( hosos ) “tantos”, la idea es que un hosoedro puede tener “ 'tantas'  caras como se desee”. Fue introducido por Vito Caravelli en el siglo XVIII.